# Larsen Jensen

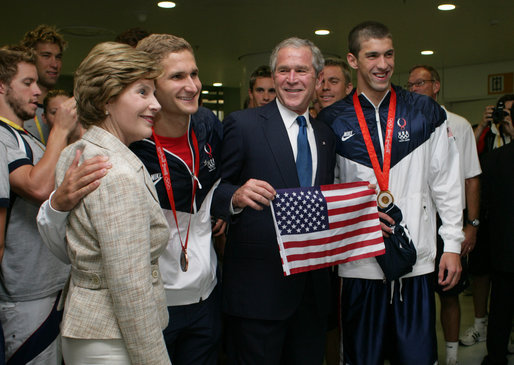
Laura Bush, Larsen Jensen, George W. Bush i Michael Phelps.

Larsen Jansen (ur. 1 września 1985 w Bakersfield) – amerykański pływak, dwukrotny medalista olimpijski, trzykrotny srebrny medalista mistrzostw świata, brązowy medalista mistrzostw świata na basenie 25-metrowym.

## Największe osiągnięcia
| Rok  | Rodzaj zawodów            | Miasto    | Miejsce | Konkurencja          |
| ---- | ------------------------- | --------- | ------- | -------------------- |
| 2003 | Mistrzostwa świata        | Barcelona |         | 800 m st. dowolnym   |
| 2004 | Igrzyska Olimpijskie      | Ateny     |         | 1500 m st. dowolnym  |
| 2005 | Mistrzostwa świata        | Montreal  |         | 800 m st. dowolnym   |
| 2005 | Mistrzostwa świata        | Montreal  |         | 1500 m st. dowolnym  |
| 2006 | Mistrzostwa świata (25 m) | Szanghaj  |         | 4x200 m st. dowolnym |
| 2008 | Igrzyska Olimpijskie      | Pekin     |         | 400 m st. dowolnym   |